# Diploschistis
Diploschistis és un gènere monotípic d'arnes de la família Crambidae. Conté només una espècie, Diploschistis stygiocrena, que es troba a la República Democràtica del Congo.